# Gymnogyps californianus
Il condor della California (Gymnogyps californianus, Shaw, 1797) è un uccello appartenente alla famiglia dei Catartidi (o avvoltoi del Nuovo Mondo), ed è l'unica specie del genere Gymnogyps in vita anche se si conoscono altri membri estinti dai fossili.
Un tempo occupava una vasta area di diffusione che riguardava tutta la zona costiera pacifica del Nord America dal Canada al Messico, ridotta, nel corso XIX secolo, alle zone più impervie e montuose. Ad oggi questo uccello abita alcune zone del Grand Canyon, lo Zion National Park, le montagne costiere nell'ovest della California, e la parte settentrionale della Bassa California in Messico.
Di dimensioni simili a quelle del condor delle Ande (Vultur gryphus), il condor della California può raggiungere anche i tre metri di apertura alare, più di ogni altro uccello del Nord America, territorio nel quale è anche uno degli uccelli più massicci. Ha l'aspetto di un grande avvoltoio nero con delle macchie bianche al di sotto delle ali ed una testa priva di piume dal colorito variabile tra il giallastro ed il rosso acceso, a seconda dell'emotività.
Si tratta di un animale saprofago, che si nutre di grandi quantità di carne provenienti da carogne. A livello mondiale, è uno degli uccelli che vive più a lungo, arrivando all'età massima di 50 anni.
Il numero dei condor della California è crollato drasticamente nel XIX secolo in seguito a bracconaggio, avvelenamento da piombo ed in seguito al deliberato danneggiamento del suo habitat naturale da parte dell'uomo. Fortunatamente, è fiorito negli anni cinquanta un movimento volto alla conservazione della specie, che ha portato nel 1987 alla cattura degli ultimi esemplari in natura da parte di enti del governo degli Stati Uniti per cercare di incrementare il tasso di natalità ed evitare l'estinzione. Gli ultimi 22 uccelli rimasti sono stati affidati al San Diego Wild Animal Park presso il Los Angeles Zoo. Il numero di condor della California è fortunatamente aumentato grazie agli sforzi dei naturalisti volti a favorire la riproduzione in cattività e, a partire dal 1991, si sono reintrodotti alcuni capi in natura. Si tratta del progetto più costoso volto alla salvaguardia degli animali mai intrapreso negli Stati Uniti. Nonostante gli sforzi, il condor della California rimane uno degli uccelli più rari al mondo. Infatti, ad aprile 2009, si conoscono 322 condor in vita, 172 dei quali in natura. Dal maggio 2013 il numero degli esemplari è salito fino a 435, di cui 237 in natura.
Va ricordato anche che il condor è stato un animale molto importante per molte tribù di Nativi americani e gioca un ruolo fondamentale all'interno della loro mitologia.

## Areale
Fino a cinquecento anni fa, i Condor della California spaziavano attraverso tutto il Sudovest degli Stati Uniti e la West Coast. A causa del continuo declino del loro numero tuttavia, nel 1987 gli ultimi esemplari liberi sono stati messi in cattività in modo da favorire il programma di ripopolamento, che ha avuto esiti positivi. Di recente infatti, condor nati in cattività sono stati reimmessi nel Sud della California americana, nella Baja California messicana e nel Grand Canyon.
Vi sono due santuari dedicati a questi uccelli: il Sisquoc Condor Sanctuary nel San Rafael Wilderness (nella Contea di Santa Barbara) ed il Sespe Condor Sanctuary nella Los Padres National Forest, che si trova nel Grand Canyon. Queste aree sono state scelte per via del loro eccellente habitat dal punto di vista della nidificazione dei condor. Il tema della ripopolazione è approfondito nella sezione conservazione
I condor vivono nelle steppe rocciose, nelle foreste di conifera e nelle savane di querce. Si trovano spesso in prossimità di rupi e grandi alberi, che utilizzano per nidificare. Ogni individuo occupa un territorio molto vasto: viaggiano anche per 250 km in cerca di carogne.

## Tassonomia
Il Condor della California è stato in principio nominato dal naturalista inglese Shaw nel 1797 Vultur californianus. È stato quindi inizialmente classificato all'interno dello stesso genere del Condor delle Ande (V. gryphus), ma in seguito, a causa di forti differenze (il Condor delle Ande ha un'apertura alare più ampia e caccia prede di minori dimensioni), si è deciso di creare un genere apposito per il Gymnogyps. La parola Gymnogyps deriva dal greco gymnos/γυμνος "nudo" or "spoglio", e gyps/γυψ "avvoltoio", mentre il nome della specie californianus deriva della regione che ne ospitava (e ne ospita ancora) il maggior numero, la California. La parola condor invece deriva dalla parola in lingua ecuadoriana quechua cuntur.
Anche se si assomigliano ed hanno in comune la nicchia ecologica, gli avvoltoi del nuovo mondo (Cathartidae) e quelli del vecchio mondo (Aegypiinae) sono evoluti da progenitori diversi in diverse parti del globo. L'esatta collocazione tassonomica del condor della California e delle altre sei specie di avvoltoi del nuovo mondo è stata a lungo dibattuta. Recentemente ne è stata proposta l'attribuzione all'ordine degli Accipitriformes, oppure in un ordine tutto loro (Cathartiformes). Attualmente (maggio 2012) l'orientamento dell'International Ornithologists' Union è di attribuirli all'ordine Accipitriformes.

## Evoluzione

### Gymnogyps
Il genere Gymnogyps è un esempio eclatante di distribuzione relitta, cioè molto vasta in passato, ed estremamente ridotta in tempi odierni. Durante il Pleistocene, il genere era molto diffuso attraverso le Americhe. La comunità scientifica ha ricavato, da fossili ritrovati rispettivamente in Florida ed in Perù, descrizioni del Gymnogyps kofordi, esemplare del primo Pleistocene, e del Gymnogyps howardae del tardo Pleistocene. Inoltre, resti di Condor del tardo Pleistocene ritrovati a Cuba sono stati inizialmente assegnati alla specie Antillovultur varonai, ma poi riconosciuti come di una specie del genere Gymnogyps. Potrebbe trattarsi di una sottospecie del Condor della California.
A tutt'oggi l'unica specie di Gymnogyps ancora vivente è proprio il Condor della California, che non ha sottospecie accettate dagli studiosi. La specie, è sempre stata caratterizzata da una popolazione poco numerosa, ed in particolare ha subito una robusta riduzione di areale durante l'Olocene.

### Gymnogyps californianus amplus
Vi sono numerosi depositi fossili risalenti al Pleistocene che potrebbero essere collegati più in particolare al Gymnogyps californianus, anche se molti studiosi ritengono che la maggior parte di tali reperti appartengano a una specie molto simile (e cioè al Gymnogyps amplus). Questa specie sarebbe comunque il diretto progenitore del condor della California che ne sarebbe derivato verso la fine del Pleistocene. La specie in questione, nota anche come Gymnogyps californianus amplus, è considerata una paleosottospecie del Condor della California, ed è ricorrente nei ritrovamenti di tutto l'areale della specie principale (fino alla Florida). Come si evince dal nome, la specie amplus era più grande ed aveva anche un becco più ampio dell'odierno Condor; era caratterizzato da dimensioni e peso paragonabili a quelle del Condor delle Ande (Vultur gryphus). In seguito ai cambiamenti climatici dell'ultima glaciazione il Gymnogyps amplus si è ridotto in dimensioni dando vita al Gymnogyps californianus californianus attuale.

### Gymnogyps californianus

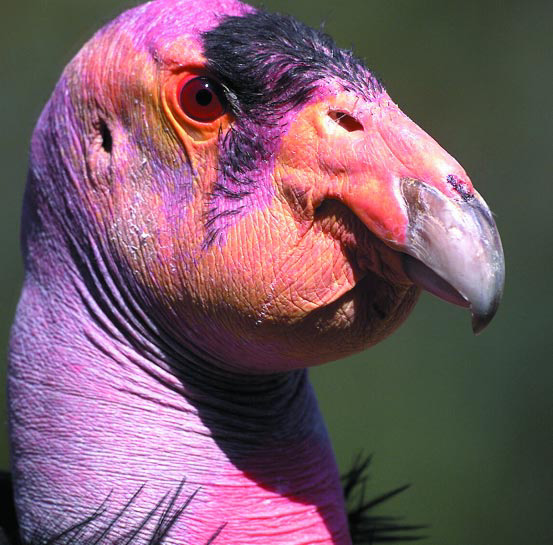
Esemplare di Gymnogyps californianus.

Per secoli comunque ha interagito con le popolazioni umane delle tribù del Nord America. Numerose ossa ritrovate risalirebbero addirittura a 200.000 anni fa. Molti ritrovamenti sono di epoca più recente, risalendo tra gli 8000 e i 4500 anni fa.
Ritrovamenti di Gymnogyps californianus si sono verificati in almeno 25 aree degli Stati Uniti e del Messico. Agli occhi del mondo occidentale questa specie risultò sconosciuta sino al 1797, quando questo magnifico falconiforme fu descritto dal naturalista Shaw. Tra i primi pionieri del West che incontrarono il condor vi furono i due famosi esploratori Meriwether Lewis e William Clark, che lo osservarono nel 1805 lungo il fiume Columbia vicino a Sprague, nello stato di Washington. Le minacce cui è stato sottoposto questo autentico simbolo delle montagne costiere nordamericane sono state negli anni molteplici e tutte dovute, ovviamente, all'inconsulto intervento umano. Al di là della diretta uccisione di diversi individui, molti altri sono morti avvelenati dalle esche poste appositamente dai cacciatori per distruggere i predatori delle specie oggetto di caccia; inoltre numerosi episodi di saccheggio dei nidi con distruzione delle uova e le tante attività di disturbo soprattutto nel periodo della riproduzione hanno contribuito ad aggravare lo stato di questa specie dal ciclo biologico particolarmente delicato e, secondo alcuni studiosi, ormai giunto forse alla fase critica della «vecchiaia» nella sua lunga storia evolutiva.

## Descrizione

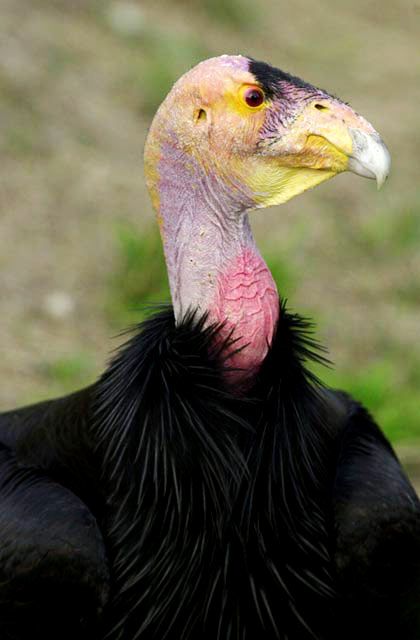
Esemplare adulto.

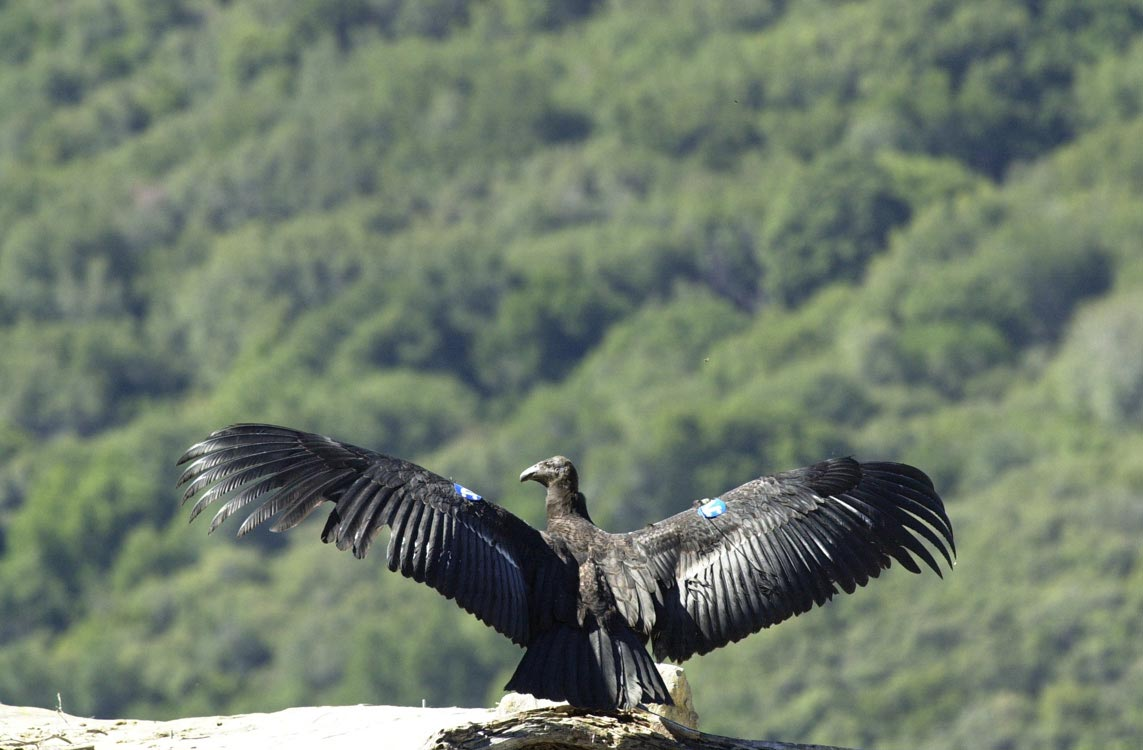
Individuo non ancora maturo.

Questo avvoltoio presenta un piumaggio di color nero con riflessi metallici bluastri; sulle ali, nella parte inferiore, sono presenti delle barre alari o delle macchie triangolari bianche, visibili osservando l'uccello in volo. La testa e il collo sono nudi e di colore arancione rossastro, mentre gli occhi sono di colore rosso marroncino ed il becco è avorio. È presente, alla base del collo, un collare costituito da lunghe e sottili piume scure. Le zampe presentano tarsi e piedi nudi con una colorazione variabile dal grigio all'arancione. Non esiste uno spiccato dimorfismo sessuale, sebbene il maschio appaia leggermente più grande della femmina. Gli individui immaturi hanno un piumaggio marrone scuro chiazzato, privo di riflessi metallici, e la loro testa è nerastra. Le chiazze sotto le ali sono di colore grigio invece che di colore bianco. I giovani acquistano l'abito adulto intorno ai 5-6 anni di vita, al momento della maturità.
Il collo e la testa sono praticamente privi di piume; si suppone che questo adattamento sia dovuto a motivi igienici: in questo modo queste parti del corpo sono sottoposte all'azione sterilizzante della deidratazione e dell'esposizione alla luce ultravioletta durante i voli ad alta quota. La pelle di testa e collo è in grado di arrossire rapidamente in risposta ad uno stato emozionale, e questa capacità è utilizzata per la comunicazione tra individui e, nei maschi, per attirare le compagne. Il colore della pelle può variare tra giallastro e arancione-rossastro.
Al contrario di quanto in genere avviene tra i rapaci, la femmina è più piccola del maschio. La lunghezza totale varia tra i 117 ed i 135 cm e l'apertura alare è di circa 2,77 m. Il loro peso può variare tra i 7 ed i 14 kg, ma in media si attesta attorno agli 8–9 kg. La maggior parte delle misurazioni è stata effettuata su uccelli cresciuti in cattività, ed è quindi difficile stabilire se queste dimensioni valgano anche per gli esemplari selvatici.
Il Condor della California è l'uccello del Nord America con l'apertura alare più ampia. Viene invece superato sia in lunghezza del corpo che in peso dal Cigno trombettiere (Cygnus buccinator) e dal Cigno reale (Cygnus olor), che però è stato importato. Anche il Pellicano bianco americano (Pelecanus erythrorhynchos) e la Gru americana (Grus americana) superano il Condor in lunghezza del corpo. In volo i Condor sono così maestosi che possono essere scambiati per un piccolo e distante aeroplano, situazione che si verifica più spesso rispetto a quella in cui lo si scambia per un'altra specie di uccello.
Il dito centrale della zampa è molto allungato e quello posteriore è poco sviluppato. Su tutte le dita gli artigli sono dritti e spuntati, e sono più adatti alla camminata che alla presa. Questa caratteristica li accomuna più ai loro supposti parenti, gli Accipitriformes, che agli altri rapaci ed agli Avvoltoi del vecchio mondo, che utilizzano le zampe come arma per la caccia e come organo prensile.

## Biologia
Il condor della California può raggiungere l'età di 50 anni. Se sopravvive fino all'età adulta, è sottoposto a poche minacce che non derivino dal comportamento umano.

### Comportamento
Le loro emissioni vocali si limitano a sibili e grugniti. Si bagnano frequentemente e durante la giornata capita che trascorrano delle ore pulendosi le piume. Praticano l'uroidrosi, un meccanismo che è praticato anche da altri tipi di uccello, e che consiste nel raffreddamento della temperatura delle gambe per mezzo di urina e feci. All'interno dei gruppi numerosi di Condor vi è una precisa e ben sviluppata struttura sociale; ad esempio vi è un meccanismo di assegnazione della precedenza nell'accesso alla preda basato sul linguaggio del corpo, su pratiche di gioco competitivo e sui succitati sibili e grugniti. In particolare durante la nutrizione, la gerarchia è ben dimostrata, con gli esemplari più anziani che si nutrono prima dei giovani

#### Alimentazione

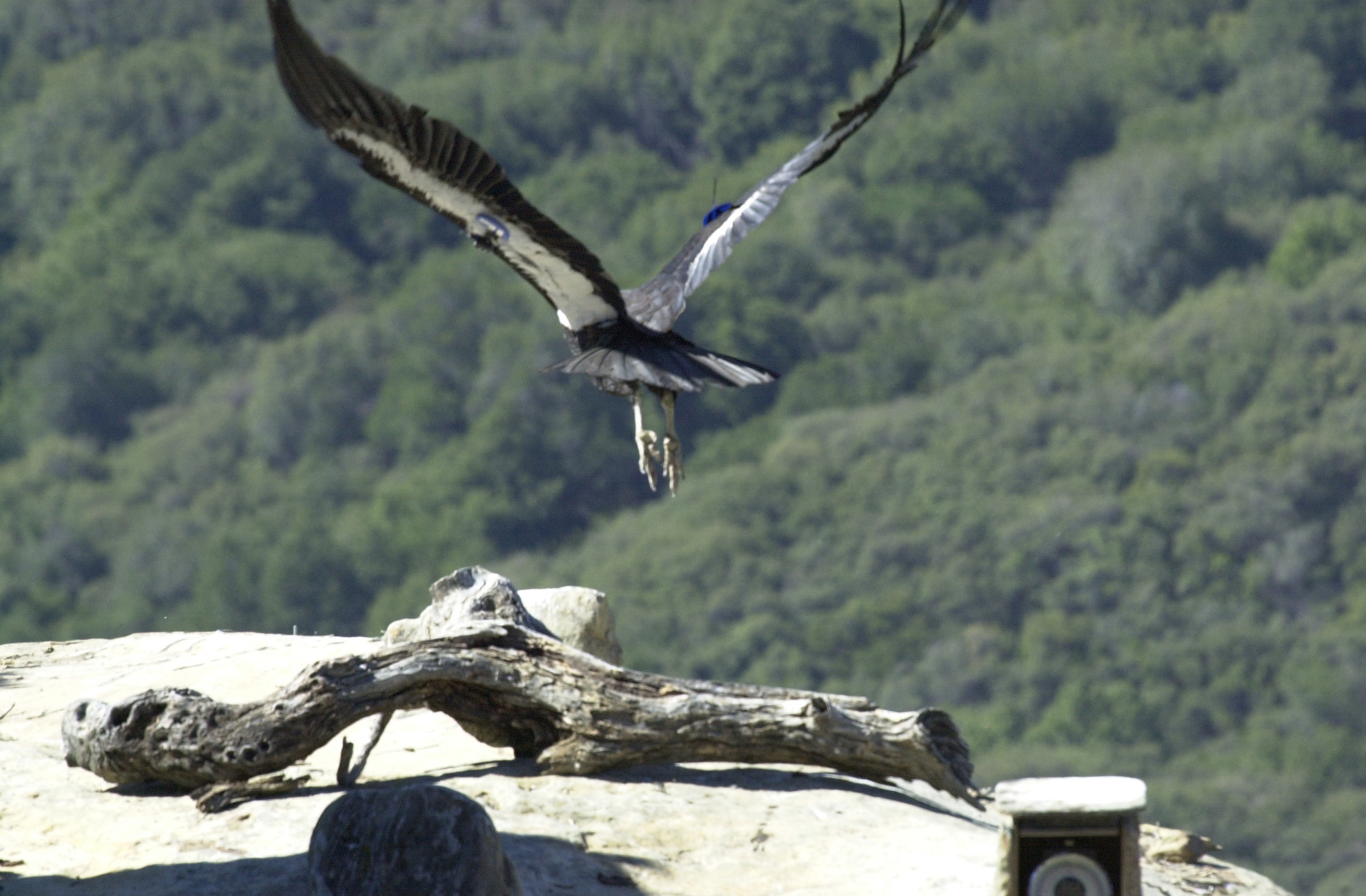
I condor della California sono dotati di grande apertura alare.

I condor allo stato selvaggio abitano territori molto vasti, e spesso viaggiano anche per 250 km al giorno alla ricerca di carogne. Si ritiene che nei primi tempi di esistenza della specie, il condor della California si nutrisse delle carcasse dei componenti ormai estinti (probabilmente nel Quaternario) della megafauna nordamericana. Al giorno d'oggi l'uccello si nutre principalmente di carcasse di grossi mammiferi terrestri come cervi, capre, pecore, asini, cavalli, suini, bovini o addirittura orsi e puma. Alternativamente, si ciba anche delle carogne di mammiferi di dimensioni più piccole come conigli o coyote, di mammiferi marini come balene ed otarie californiane, oppure di salmoni. Molto raramente può arrivare a nutrirsi di carcasse di uccelli o rettili. Non essendo dotati di olfatto, notano le carcasse osservando il comportamento di altri animali saprofagi come piccoli avvoltoi o aquile, che non riuscirebbero a trapassare le robuste pelli di questi animali senza l'aiuto dell'efficiente e più grosso condor. Il condor della California in genere riesce ad intimidire gli altri saprofagi allontanandoli dalla carcassa, se si fa eccezione per gli orsi, che li ignorano, e per le aquile reali, che ingaggiano furiosi combattimenti con loro per il possesso della carne. In natura si nutrono in modo intermittente, lasciando spesso trascorrere diversi giorni o anche un paio di settimane tra un pasto ed il successivo, e poi cibandosi di 1-1.5 kg di carne alla volta, fino a non essere più in grado di sollevarsi da terra.

#### Volo

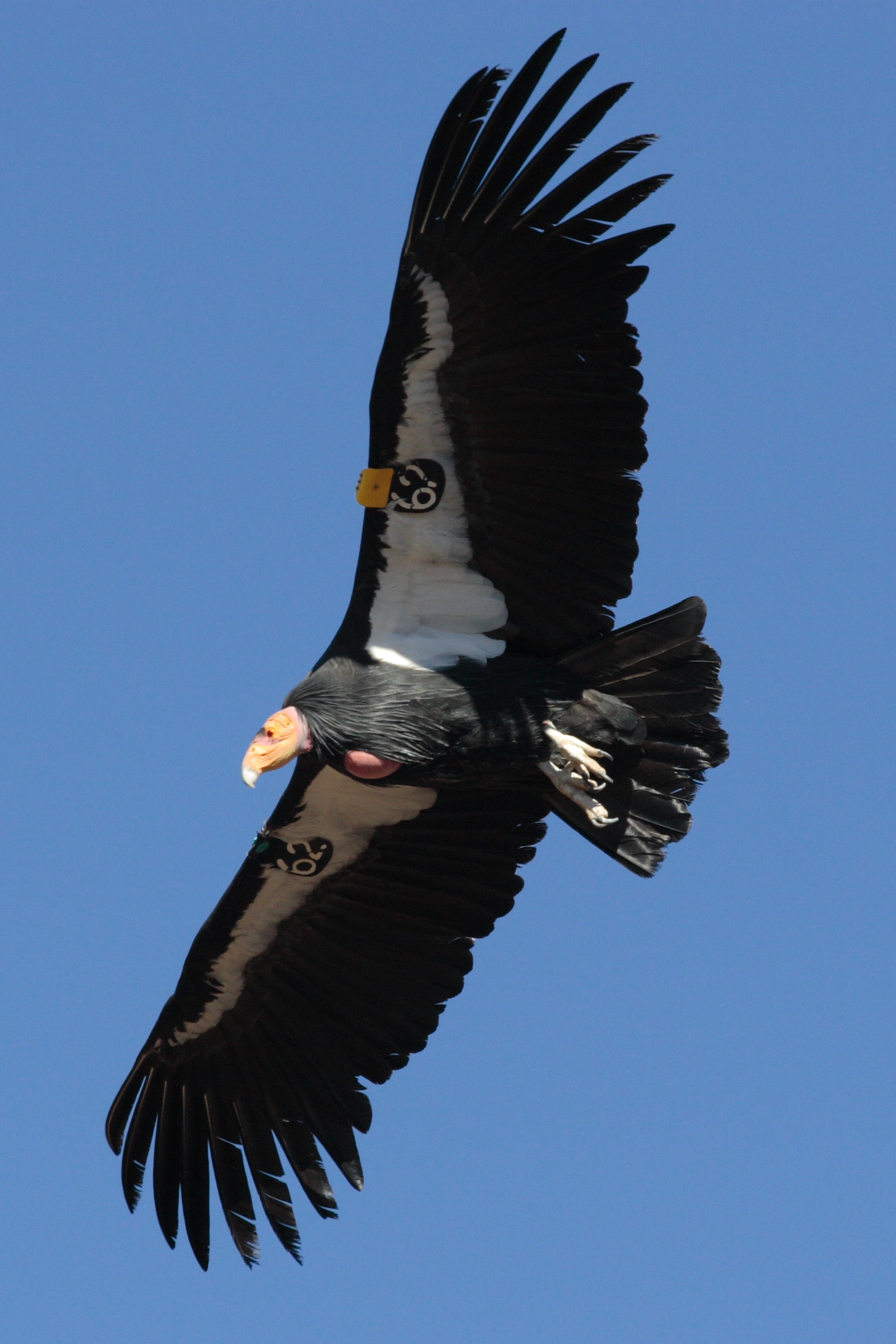
Esemplare adulto in volo

Quando è in volo, i movimenti del condor della California sono molto aggraziati. Lo sterno non è molto ampio se confrontato ai muscoli dedicati al volo che vi si saldano, e questo debole ancoraggio fa sì che la specie basi il volo sulla planata. Le ali vengono agitate quando l'uccello si stacca dal suolo, ma dopo aver raggiunto una altitudine sufficiente, si librano riuscendo a non muovere le ali per chilometri. Sono conosciuti per raggiungere velocità di volo di 90 km/h ed altezze di 4600 metri. Spesso quando atterrano, si appollaiano sulle cime degli alberi più alti in modo da potersi lanciare in volo senza sforzi supplementari. In molti casi inoltre cercano di planare al di sopra delle formazioni rocciose per potere sfruttare la spinta verso l'alto delle correnti calde ascensionali da lì provenienti.

### Riproduzione
Il condor della California non si riproduce ogni anno, ma ogni due: depone un solo uovo e il piccolo nato resta per molti mesi nel nido prima di spiccare il primo volo. Il ciclo riproduttivo lentissimo rende questa specie molto vulnerabile a qualsiasi intervento di disturbo provocato dall'uomo, anche perché se una covata viene abbandonata, dopo un primo tentativo di rideposizione, la coppia salta la riproduzione anche per quel biennio. Se aggiungiamo a questo quadro il fatto che ogni condor della California raggiunge la maturità sessuale molto tardi (come avviene per tutti gli avvoltoi e per i grandi rapaci), cioè a sei anni, la delicatezza complessiva del ciclo biologico di questa specie appare in tutta la sua completezza.
Come detto i condor non iniziano a cercare una compagna prima della maturità sessuale, cioè all'età di sei anni. Per attirare le femmina, il maschio ricorre a segnali visivi: il capo arrossisce e le piume del collo vengono gonfiate. Poi il maschio allarga le ali e si avvicina lentamente alla compagna. Se essa abbassa la testa in segno di accettazione, la coppia si stabilisce per tutta la vita. In seguito i due uccelli costruiscono un nido in grotte o fenditure tra le rocce, specialmente se nei pressi si trovano alberi adatti ad appollaiarsi o spianate per l'atterraggio. La femmina depone un unico uovo bianco-bluastro nel periodo di febbraio o marzo. L'uovo ha un peso di circa 280 g e misura dai 90 ai 120 mm in lunghezza e circa 67 mm in larghezza. Se l'uovo o il cucciolo è perso o viene sottratto, la coppia raddoppia la covata, ossia depone un altro uovo in sostituzione di quello andato perduto. I ricercatori e gli allevatori sfruttano questo comportamento per cercare di raddoppiare il tasso riproduttivo. Sottraggono il primo uovo al nido e se ne prendono cura, inducendo i genitori a deporne un altro, che a volte lasciano a loro per allevarlo, quando non lo rimuovono per garantire anche al secondo cucciolo la sopravvivenza.
Le uova si schiudono dopo un periodo dai 53 ai 60 giorni di incubazione da parte dei genitori. I pulcini nascono già con gli occhi aperti e a volte impiegano fino ad una settimana per rompere il guscio dell'uovo e venire alla luce. I giovani poi sono di colore grigiastro finché non raggiungono approssimativamente le dimensioni dei genitori. Sono in grado di volare dopo cinque o sei mesi, ma continuano ad appollaiarsi e a cacciare con gli adulti fino all'età di due anni, quando vengono sostituiti dall'arrivo delle nuove nidiate.

## Conservazione

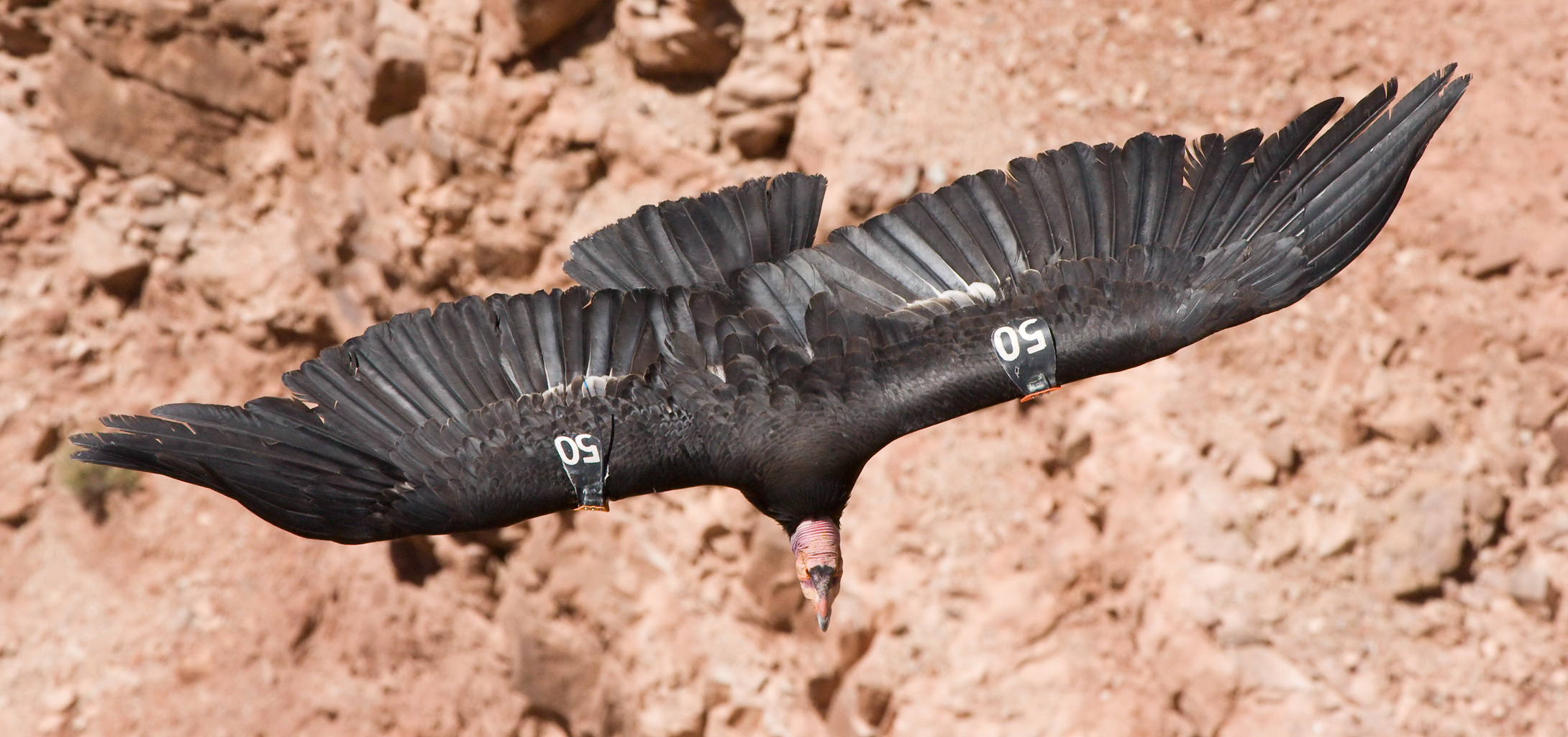
Un condor della California, (Gymnogyps californianus) in volo nel Marble Canyon, Parco nazionale del Grand Canyon, Stati Uniti.

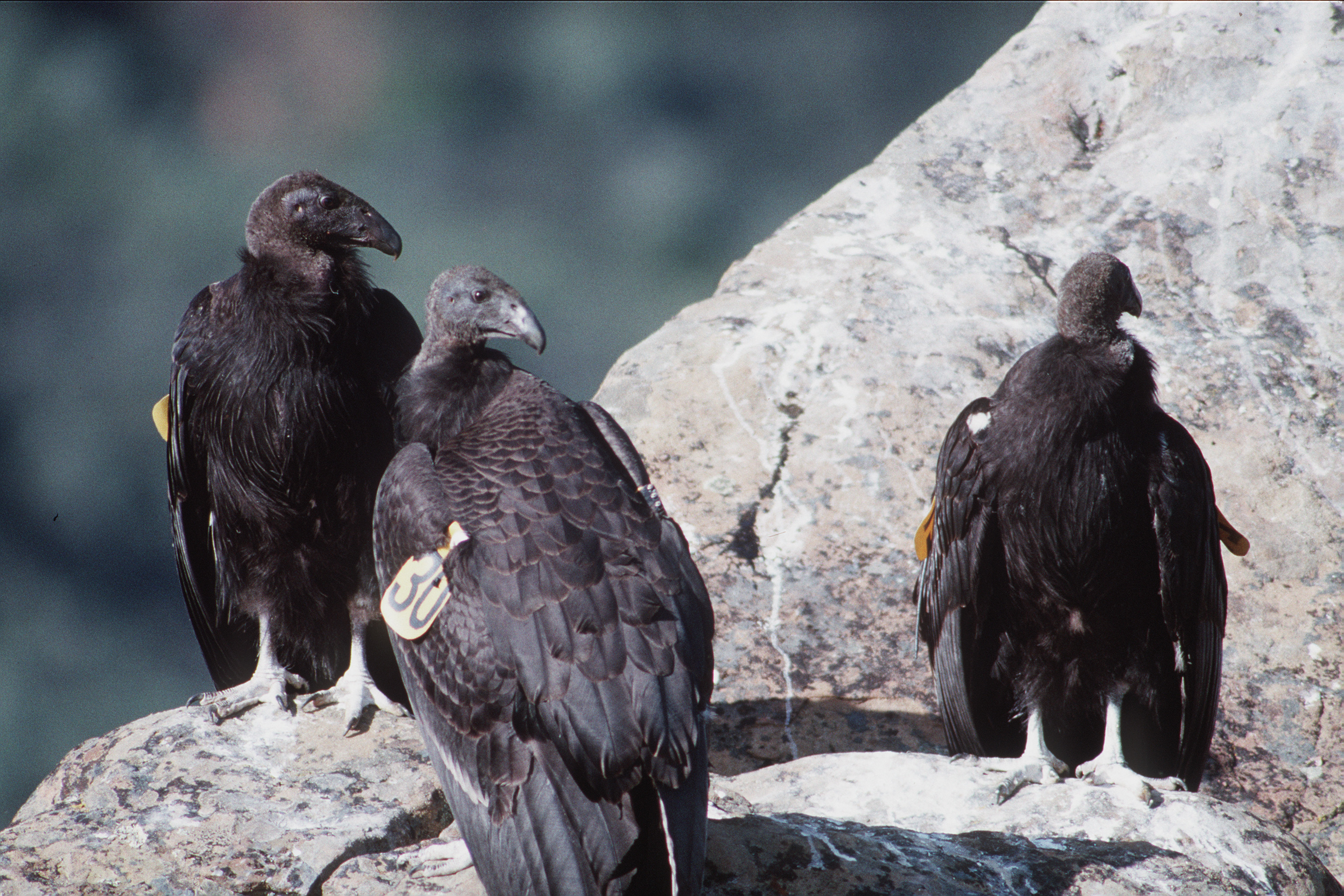
Giovani allevati in cattività e reintrodotti in natura a Castle Crags in California.

Mentre per molte tribù indiane il condor della California era considerato una sorta di simbolo dell'immortalità e come tale venerato e rispettato, per l'uomo bianco divenne, almeno fino agli inizi del XX secolo, un animale da cacciare e da distruggere con qualsiasi mezzo.
L'ampio areale che lo spettacolare uccello occupava sin dal Pleistocene, con l'intervento diretto ed indiretto dell'uomo si assottigliò rapidamente, facendo temere per il suo futuro già verso la fine del 1800. Sebbene infatti ancora discretamente diffusa ed osservata con una certa regolarità, alla fine del XIX secolo la specie era già ritenuta in declino. Il naturalista James G. Cooper lo definì nel 1890 «un uccello condannato» e nel 1906 il famoso naturalista William Beebe scrisse che la sua fine era vicina e che entro pochi anni il grande volatore avrebbe potuto scomparire per sempre dalla faccia della terra.
L'ornitologo che cominciò ad occuparsi a tempo pieno di questo uccello fu Carl B. Koford a cui si devono alcuni dei primi censimenti delle popolazioni residue. Il primo censimento effettuato negli anni quaranta del secolo scorso fornì una cifra veramente preoccupante: soltanto una sessantina di esemplari si riscontravano in un'area di circa 45.000 chilometri quadrati che spaziava, all'interno della California, da Santa Barbara lungo la costa Range a San Jose e lungo le zone montane occidentali della Sierra Nevada fino alla parte meridionale della contea di Madera a nord-est di Fresno. Le tre aree di riproduzione superstiti erano costituite dalla zona di Mountain Beartrap ad est di San Luis Obispo, l'area di Sisquoc a nord di Santa Barbara e la zona di Sespe-Piru nelle contee di Ventura e Los Angeles. Quest'ultima era ritenuta la più importante e consistente. Purtroppo Koford ignorò l'avvistamento quasi contemporaneo di due gruppi di condor, rispettivamente di 85 e 37 esemplari, effettuato nel 1942 dal valente ornitologo Donald McLean, e le stime del California Fish and Wildlife Service, che ipotizzavano l'esistenza di oltre 150 condor. I 60 individui, censiti con precisione negli anni cinquanta, sarebbero allora apparsi, come erano, il segno di un crollo catastrofico e non un dato confortante di stabilità della popolazione.
Koford poi, spalleggiato dalla National Audubon Society, si convinse, sbagliando, che i problemi della specie discendevano esclusivamente da una sua avversione nei confronti dell'uomo. Si giocarono tutte le speranze di sopravvivenza della specie su un costosissimo programma di acquisto di terre per costituirle in santuari. Inoltre, furono posti limiti severi persino alle osservazioni, in particolare all'apposizione di radiocollari. Di conseguenza non si scoprì, fino agli anni ottanta inoltrati, che la causa principale del declino dei condor era l'avvelenamento da piombo. Più di altri avvoltoi infatti, essi sono vittime dell'ingestione di frammenti di pallottole, che trovano nelle carcasse della selvaggina ferita e non recuperata dai cacciatori. Fino dall'inizio degli anni quaranta, i responsabili dello zoo di San Diego avevano intuito che la sola salvezza della specie sarebbe stata nella riproduzione in cattività. Si prepararono meticolosamente, allevando esemplari del condor delle Ande, dalla biologia molto simile a quella della specie californiana. Nel 1952 lo zoo ottenne un permesso per catturare una coppia, per dare inizio all'esperimento. La National Audubon Society, spalleggiata da Koford, ottenne di far annullare il nulla osta alla cattura.

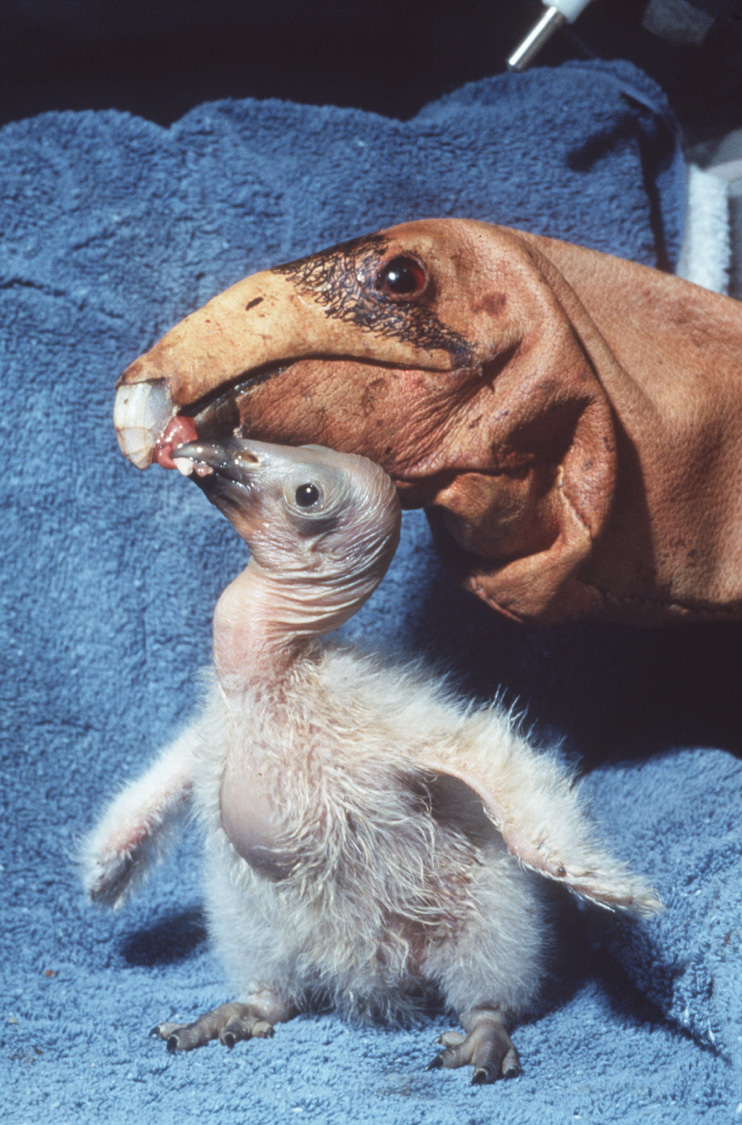
Un pullo di Condor è alimentato tramite l'uso di un pupazzo con le sembianze di un adulto

Già dai primi del Novecento la specie con ogni probabilità nidificava soltanto in California essendo stata distrutta in tutte le altre aree di diffusione. L'ultimo esemplare avvistato in Canada, per esempio, fu osservato nel 1889. Prima dei dati raccolti da Koford negli anni 1939-1947 per conto della National Audubon Society, i naturalisti Joseph Grinnell ed Alden Miller stimarono la popolazione sopravvivente di condor della California intorno al centinaio di individui. La National Audubon Society, una delle maggiori organizzazioni di conservazione della natura degli Stati Uniti, prese la decisione di tenere sotto controllo la specie per valutarne l'andamento della popolazione dal 1961. I primi censimenti furono effettuati sotto la direzione di Alden Miller con la collaborazione di Ian ed Eben McMillan. I dati relativi agli anni 1959-64 furono ancor più drammatici dei precedenti.
In 17 anni la popolazione in natura di questa specie era scesa del 30%: gli esemplari stimati erano circa 42. I dati raccolti riguardavano una ventina di individui adulti non nidificanti, otto adulti con nidi attivi e 14 altri soggetti dei quali almeno 10 individui immaturi. Nel 1966 il Dipartimento di Pesca e Fauna Selvatica della California organizzò un censimento che riportò la cifra di almeno 52 individui: il possibile incremento rispetto ai dati del 1963 veniva giustificato a causa di un sistema di analisi differente e a una più completa copertura dell'area occupata dal condor. Si credette che i dati di Miller e dei McMillan dimostrassero che la perdita più rilevante subita da questa specie riguardava i soggetti uccisi illegalmente: la specie era ed è infatti protetta dalla legge sulle specie minacciate degli Stati Uniti (United States Endagered Species Act), dalla legge della California e dalla Convenzione Internazionale di Washington (CITES).
I successivi censimenti fornirono stime più o meno stabili. I dati pubblicati da S. R. Wilbur, W. D. Carrier, J. C. Borneman e R. W. Mallette fornirono per gli anni tra il 1966 ed il 1971 cifre comprese tra i 50 ed i 60 individui; Wilbur tra gli anni 1972 e 1975 indicò non più di 50 individui, ma dal 1975 il declino si fece più evidente; già intorno al 1977 i censimenti parlavano di una quarantina di individui. Le campagne educative per sensibilizzare la gente alla protezione del condor, gli appositi santuari naturali istituiti per proteggere il condor nel suo ambiente non sembravano sufficienti. Oltre alla caccia e al depredamento dei nidi, la costruzione di strade, della diga di Topatopa ed il sempre più incessante disturbo arrecato al gigante delle montagne hanno peggiorato la situazione.
Intorno al 1980 le autorità californiane si resero conto che, con i sistemi fino ad allora adottati, la specie era persa per sempre. Nonostante un'opposizione strenua della National Audubon Society, esse si schierarono con lo zoo di San Diego, cui nel frattempo si era affiancato quello di Los Angeles (e più tardi contribuiranno anche il Peregrine Fund di Boise, Idaho e lo zoo dell'Oregon). In un primo tempo ci si limitò a prelevare dai nidi selvatici le uova appena deposte e a farle schiudere in incubatrice. Si tratta di un collaudato sistema per aumentare la produzione di pulcini da parte degli uccelli in genere. Quasi tutte le specie infatti, se perdono una covata prima che i piccoli escano dalle uova ne depongono altre. Purtroppo anche questo sistema si rivelò insufficiente: i soggetti selvatici continuavano a scomparire. Non essendo gli esemplari muniti di radiocollari, non si sapeva neppure come e perché. Nel 1986, dopo la morte dell'ultima femmina nidificante in natura (che la National Audubon Society affermava di aver sotto pieno controllo), si completò la cattura dei restanti esemplari. Purtroppo, nonostante a quel momento vi fossero 22 condor in cattività, essi rappresentavano soltanto 14 progenitori non geneticamente correlati. Un limite importante che potrebbe, in futuro, creare gravi problemi. Va dato atto all'associazione Audubon California che, sia pure alla distanza di oltre venti anni, nel suo sito la vicenda è raccontata con discreta fedeltà ed implicita autocritica.
La riproduzione in cattività diede subito risultati eccellenti. Già nel 1991 erano nati oltre 50 esemplari ed i primi rilasci furono quindi effettuati nel gennaio 1992. La prima nascita in natura, dopo 20 anni, si ebbe nel 2002. A marzo 2009 vi sono 169 esemplari allo stato selvatico e oltre 160 nei centri di riproduzione. Nel 2008 si sono involati dai nidi 7 giovani in California, 2 in Colorado e un piccolo è nato in Baja California (Messico). Scopo del progetto è giungere a non meno di 150 esemplari di cui almeno 15 coppie nidificanti, in ciascuna delle tre aree prescelte (California meridionale, Baja California, Arizona).
Non sono naturalmente mancati i problemi, alcuni risolti, altri in corso di soluzione. Gli esemplari che non possono essere allevati dai genitori sono cresciuti cercando di evitare che vengano a contatto con l'uomo e sono nutriti da un pupazzo che imita la testa di un condor adulto. Molti di questi pulcini presentano tuttavia comportamenti imperfetti e ora si cerca di utilizzarli solo per la riproduzione e non per i rilasci. In un primo tempo inoltre molti esemplari si uccisero posandosi sui fili dell'alta tensione, ma fortunatamente oggi sono tutti addestrati ad averne paura. Tutti gli esemplari destinati ai rilasci sono anche educati a temere l'uomo, per evitare che possano mettersi in pericolo avvicinandosi troppo a turisti e cacciatori. Perdura il grave problema dell'avvelenamento da piombo e ciò costringe le autorità a catturare tutti i condor selvatici due volte all'anno, per trattarli, in caso di pericolo, con un prodotto chelante, che elimina il pericoloso metallo dall'organismo in poche ore. Ciononostante, qualche esemplare, non recuperato in tempo, va ugualmente perduto. Nel settembre 2008 è entrato in vigore in California un regolamento che vieta le munizioni contenenti piombo in tutti gli areali frequentati dai condor. In Arizona invece lo Stato distribuisce gratuitamente munizioni esenti da piombo.

## Interazioni con l'uomo
Da sempre, il condor della California è stato protagonista della mitologia dei Nativi Americani, e si trova spesso nella loro simbologia. In modo insolito tuttavia, l'uccello assume diversi ruoli nei racconti delle diverse tribù.
La tribù californiana dei Wiyot ad esempio, sostiene che il condor abbia ridato vita all'umanità dopo che la grande entità superiore l'aveva annientata tramite un'alluvione. Altre tribù, come quella dei Mono (anch'essa californiana) vedono invece il condor come un distruttore, e non un creatore. I saggi Mono raccontano una storia secondo la quale il condor afferrava gli uomini, e li decapitava per poter far sgorgare il loro sangue nella tana dello scoiattolo di terra ed allagarla. Afferrava quindi il roditore in fuga, ma questi riusciva a decapitare a sua volta l'uccello mentre si era fermato a bere parte del sangue. In base ai racconti Yokut, il condor a volte si nutre della luna, generando le fasi lunari, e con le ali causa le eclissi. I Chumash, tribù della California meridionale, credevano che il condor fosse in origine un uccello di colore bianco, ma che fosse divenuto nero avvicinandosi troppo ad un fuoco acceso.
Sono state rinvenute ossa di condor nelle tombe dei nativi, e con esse anche copricapi realizzati in piume dello stesso uccello. Alcune tribù uccidevano i condor durante dei rituali per creare dei abiti cerimoniali dalle loro piume. Gli sciamani poi danzavano indossando questi abiti in modo da poter raggiungere i due mondi dell'aldilà: quello superiore e quello inferiore. Ogniqualvolta uno sciamano moriva, i suoi abiti erano dichiarati defunti e dovevano essere sostituiti con altri nuovi da donare al suo successore. Alcuni scienziati, come Noel Snyder, credono che questa pratica abbia contribuito al declino dei condor della California. Se così fosse, si tratterebbe del primo caso di specie animale conosciuta messa in pericolo dai nativi californiani.